# Bonko
Pour les articles homonymes, voir Bonko (homonymie).
Bonko est une commune rurale située dans le département de Gaoua de la province du Poni dans la région Sud-Ouest au Burkina Faso.

## Géographie
Bonko est situé à environ 12 km à l'ouest de Gaoua, le chef-lieu du département. La commune est traversée par la route nationale 11.

## Santé et éducation
Bonko accueille un centre de santé et de promotion sociale (CSPS) tandis que le centre hospitalier régional (CHR) de la province se trouve à Gaoua.